# Suazilandia en los Juegos Olímpicos de Los Ángeles 1984
Suazilandia estuvo representada en los Juegos Olímpicos de Los Ángeles 1984 por ocho deportistas masculinos que compitieron en cuatro deportes.
El equipo olímpico suazi no obtuvo ninguna medalla en estos Juegos.